# Leïla Beratto
Leïla Beratto est une journaliste de langue française en Algérie et en France, ses enquêtes tournent autour de l'immigration subsaharienne, elle est également coréalisatrice des documentaires Derwisha et Terminus, les deux traitent les immigrations soit en Algérie ou en Afrique.

## Biographie
Elle a vécu dans la région de Grenoble en France, ensuite elle s’installe en 2012 à Alger,.

### Études
Leïla a été diplômée en journalisme à l’Institut français de presse de l’Université Paris-II,.

## Parcours professionnel
Leïla Beratto a été journaliste, réalisatrice à Alger, correspondante depuis 2012 à Radio France Internationale ,,ainsi qu'à d’autres médias comme France culture ou France inter. Elle a aussi été collaboratrice au quotidien El Watan, et journaliste également dans la rubrique El Watan Week end. Ses sujets sont liés à l'emploi et à l’immigration.
Elle a travaillé, depuis 2007, avec le photographe indépendant Camille Millerand, elle a  collaboré souvent entre autres, avec la presse française et francophone: Jeune Afrique, Le Monde, Télérama, etc.
En 2019, Leïla Beratto a réalisé un reportage sur des enfants immigrants sans statuts en Algérie à Radio Canada.
Elle écrit sur le premier cas confirmé du covid 19 en Algérie à Ouargla. Elle est également cofondatrice du site d'information 15-38 Méditerranée, et est une des fondatrices du site d'information Twala.

### Documentaire
Leila Beratto et Camille Millerand réalisent le documentaire Derwisha; le titre  est  une maison à Alger, un lieu de passage des immigrants africains vers l'Europe. Les deux, ils ont été immergés avec leurs caméras dans  Derwisha afin de  mieux sentir le vécu chaotique des résidents venant de Guinée, du Caméroun et de Côte d’Ivoire,.
Leïla Beratto est également coréalisatrice du documentaire Terminus, ce dernier traite les immigrations en Algérie,.

### Prix
En 2020, Leïla Beratto et Camille Millerand ont obtenu le Prix Bouamari-Vautier, qui leur a été décerné par l’Association France Algérie, pour leur documentaire Derwisha.